# Te Busqué
Te Busqué är en singel av Nelly Furtado. Låten finns på albumet Loose och är det sjunde spåret. Te Busqué blev nummer 1 på listorna i Spanien.